# Lǐ
Il lǐ (in cinese semplificato 里) è un'unità di misura di lunghezza, nota anche come "miglio cinese", che nel XX secolo è stata portata a circa 500 metri, un'approssimazione di un'antica unità di misura utilizzata in Cina. 
Nel Regno di Mezzo cinese, durante la Dinastia Qin, un lǐ contava circa 360 spazi, attorno ai 576 metri (古代以三百六十步為一里). Durante la Han un lǐ equivaleva a 415,8 metri. 
Durante le dinastie Wei Settentrionale (386-550) e la Qin occidentale (385-431), e nello Sanguo Zhi, descritto nella Storia dei Tre Regni, attorno al 300, il lǐ era pari a circa 77 metri. Il libro Liang Shu ("Storia della Dinastia Liang") (635) descrive che la piccola provincia-stato di Wo (nell'isola di Kyūshū, in Giappone) si trovava 2.000 li (1150 chilometri) al di là del mare che bagna la penisola coreana (Mare del Giappone), con un'isoletta in mezzo, nota come isola di Tsushima.
Il valore del lǐ è stato davvero molto incostante lungo i secoli, spaziando da quasi 80 metri fino a quasi 580 m. Nei tempi moderni, come già detto, la misura è stata standardizzata a 500 metri, nel sistema britannico pari a circa 547 iarde.